# Hofreite mit ehemaliger Gerberei
Die Hofreite mit ehemaliger Gerberei in der Oberstraße 11a, 13 ist ein Bauwerk in Darmstadt-Eberstadt.

## Geschichte und Beschreibung
Die Hofreite Oberstraße 13 ist im Kern ein mittelalterlicher, fränkischer Bauernhof.
Die Reste der historischen Bebauung sind das zweigeschossige, verputzte traufständige Fachwerkhaus aus dem Jahre 1606 und das Renaissanceportal mit der Datierung 1594 im nach 1850 umgebauten westlichen Massivhaus. Die beiden Gebäudeteile sind durch einen Torbau miteinander verbunden.
Nach dem Jahre 1850 – das Anwesen befand sich nun im Besitz des Maurermeisters Christoph Pfeiffer – erfolgte der Umbau des giebelständigen Gebäudes an der Oberstraße 13 und der Bau des rückwärtigen Gerbereigebäudes (Oberstraße 11a) aus Bruchsteinmauerwerk.
Das am Ufer der Modau stehende Gebäude beherbergte die Gerberei.
Das Satteldach des großvolumigen Gerbereigebäudes ist als liegender Stuhl in Eichenholz konstruiert.
Ein seitlicher Durchgang durch das Gebäude verbindet – durch einen pittoresken Eisensteg über die Modau – den vorderen Teil des Anwesens mit einem Bauerngarten auf der Südseite der Modau.
Heute beherbergt das Gerbereigebäude eine Außenstelle der Stadtbibliothek Darmstadt.

## Denkmalschutz
Die Hofreite mit der ehemaligen Gerberei ist aus architektonischen, baukünstlerischen, industriegeschichtlichen und stadtgeschichtlichen Gründen ein Kulturdenkmal.

## Bildergalerie

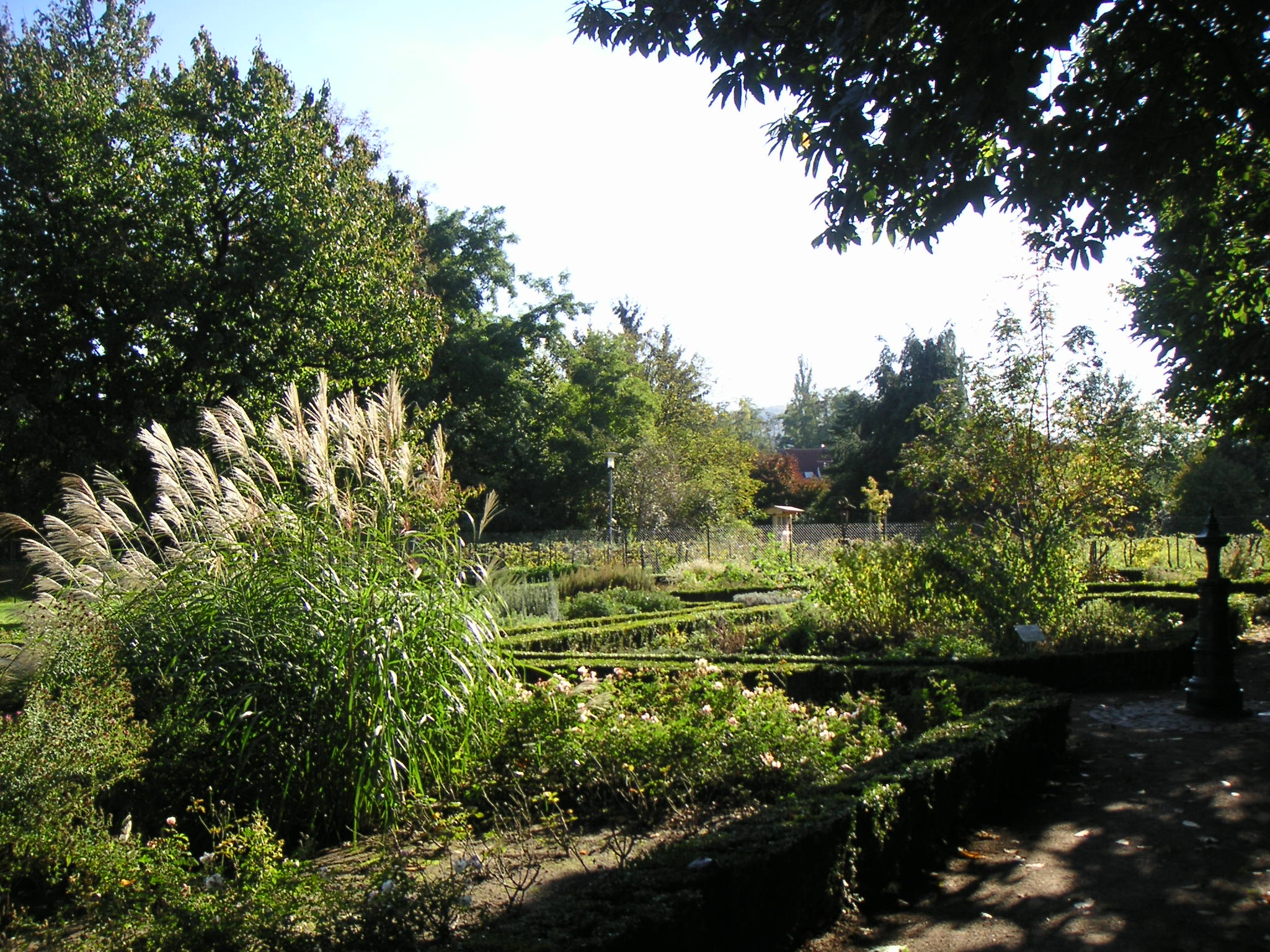
Bauerngarten (2006)
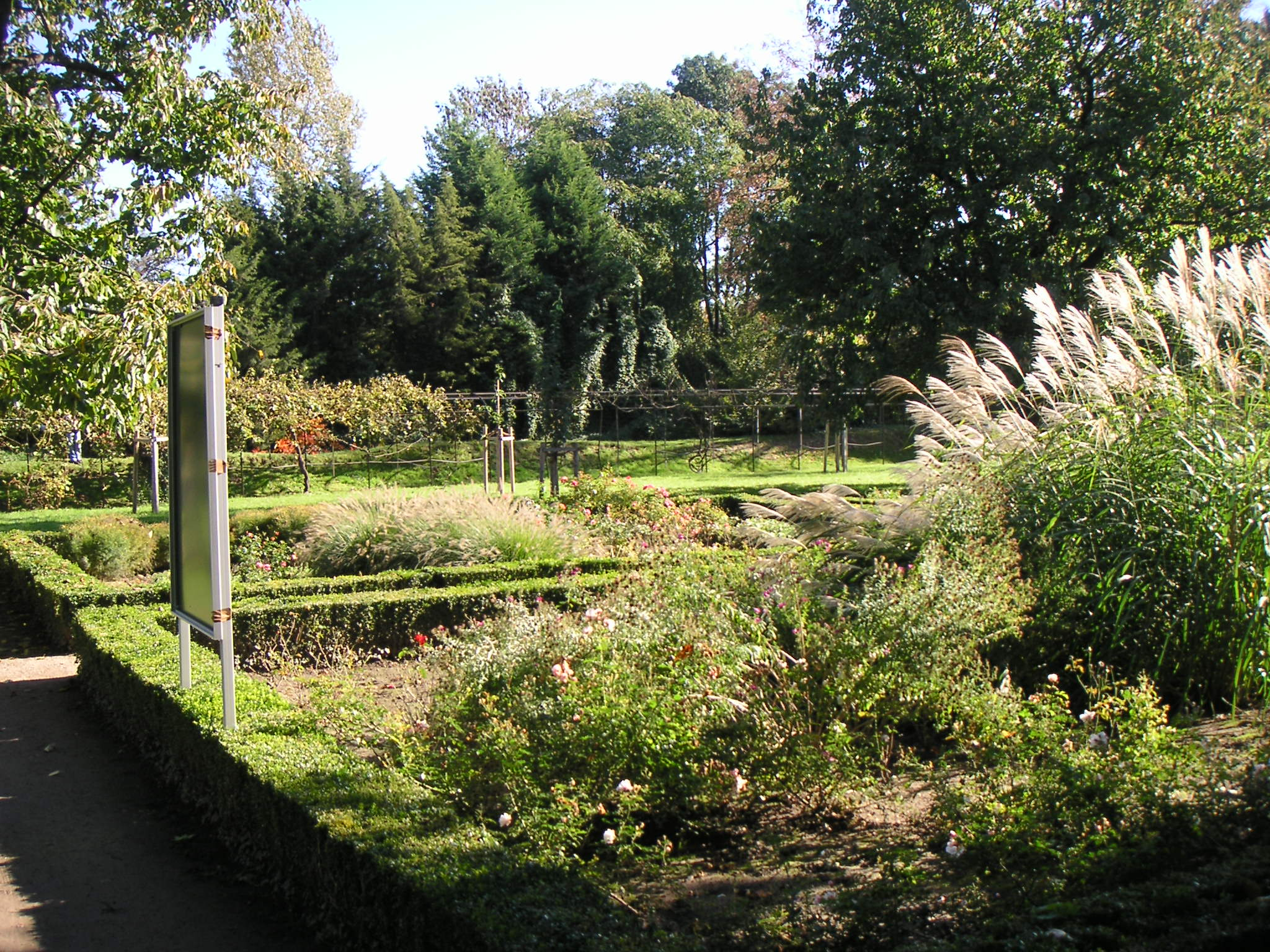
Bauerngarten (2006)